# Olaus Petri församling, Helsingfors

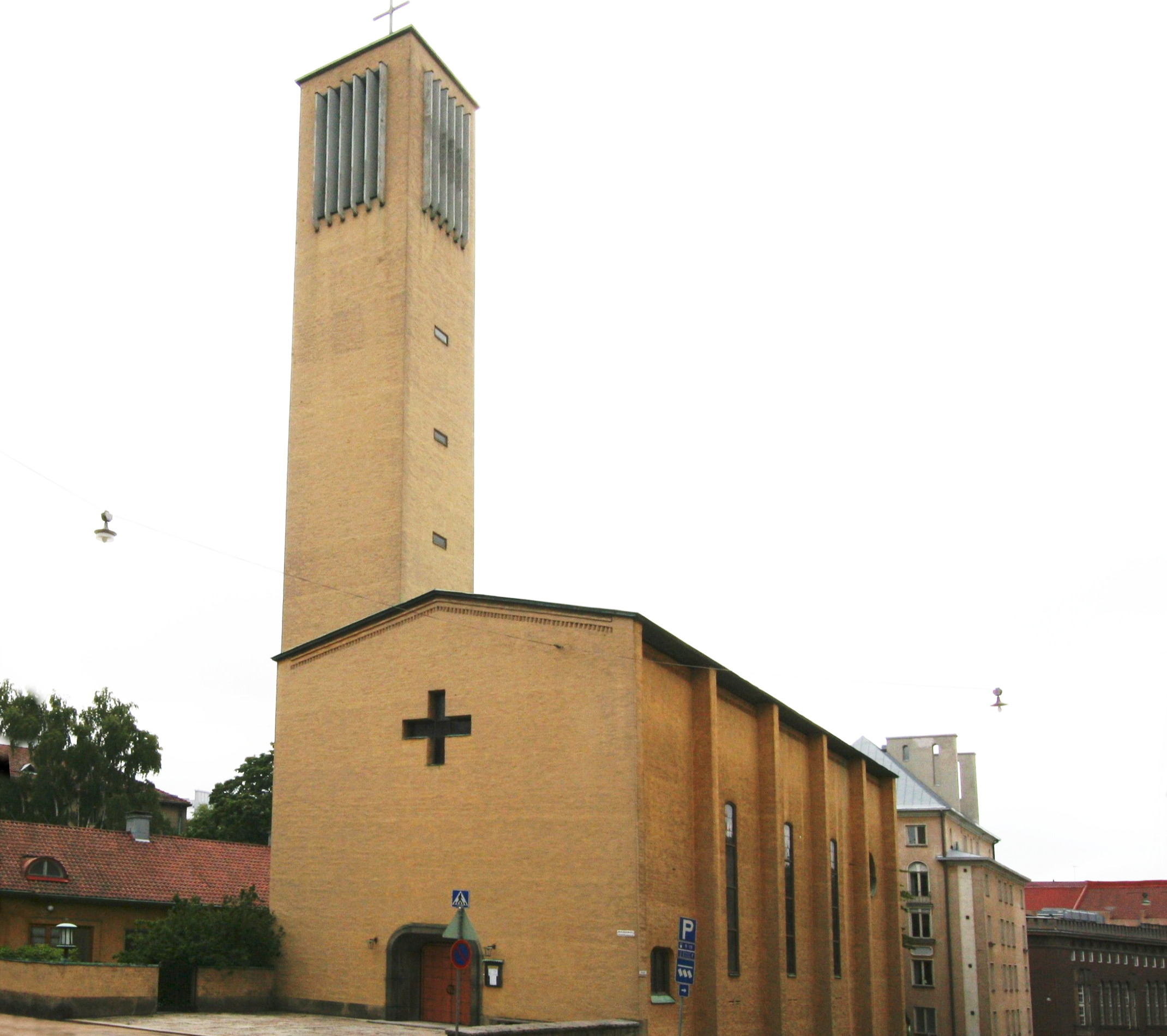
Olaus Petri kyrka

Rikssvenska Olaus Petri-församlingen (tidigare Olaus Petriförsamlingen i Helsingfors) är en rikssvensk församling i Helsingfors, Finland.  

## Historik
Församlingen bildades 1922 efter tre års förberedelser från såväl svensk som finländsk sida. Den blev då en del av Svenska kyrkan och tillhörde Uppsala ärkestift. Den överfördes 2002 till Visby stift i samband med att hela den svenska utlandskyrkan överfördes dit. 
2007 överfördes församlingen till den Evangelisk-lutherska kyrkan i Finland och uppgick som en del av det svenskspråkiga Borgå stift. Den behåller sin rikssvenska prägel i gudstjänstlivet. Församlingen har 836 medlemmar (08/2018). Församlingskyrka är Olaus Petri kyrka i stadsdelen Främre Tölö. Kyrkan är ritad 1932 av Ture Ryberg.

### Kyrkoherdar
- 1922–24 Håkan Ljunge
- 1924–36 Sven Ydén
- 1936–62 Folke Palmgren
- 1962–70 Gunnar Sjöholm
- 1970–2003 Jarl Jergmar
- 2004–12 Jan Gehlin
- 2012–2021  Timo Viinikka
- 2021- Jan Olov Fors